# Aléxandrosz Nikolópulosz
Aléxandrosz Nikolópulosz (görögül: Αλέξανδρος Νικολόπουλος; Athén, 1875 – ?) olimpiai bronzérmes görög súlyemelő.
Az 1896. évi nyári olimpiai játékokon indult súlyemelésben. Egyetlen versenyszámban, az egykaros súlyemelésben indult, és 57 kg-os eredménnyel bronzérmes lett.